# تام لاکیر
تام لاکیر (انگلیسی: Tom Lockyer؛ زادهٔ ۳ دسامبر ۱۹۹۴) بازیکن فوتبال اهل بریتانیا است.
از باشگاه‌هایی که در آن بازی کرده‌است می‌توان به باشگاه فوتبال بریستول راورز اشاره کرد.
وی همچنین در تیم‌های ملی فوتبال زیر ۲۱ سال و بزرگسالان ولز بازی کرده‌است.